# Episodi di Boomtown (prima stagione)
La prima stagione della serie televisiva Boomtown è stata trasmessa in prima visione negli Stati Uniti sulla NBC dal 29 settembre 2002 al 20 aprile 2003.
Invece in Italia è andata in onda in prima visione su Fox dal 20 novembre 2003 al 18 marzo 2004.
| nº | Titolo originale          | Titolo italiano                | Prima TV USA      | Prima TV Italia  |
| -- | ------------------------- | ------------------------------ | ----------------- | ---------------- |
| 1  | Pilot                     | Piccole gang                   | 29 settembre 2002 | 20 novembre 2003 |
| 2  | Possession                | Gioco di ruolo                 | 6 ottobre 2002    | 27 novembre 2003 |
| 3  | The Squeeze               | Sotto pressione                | 13 ottobre 2002   | 4 dicembre 2003  |
| 4  | Reelin' In the Years      | Il caso Van Horn               | 20 ottobre 2002   | 11 dicembre 2003 |
| 5  | All Hallow's Eye          | La lunga giornata di Halloween | 27 novembre 2002  | 18 dicembre 2003 |
| 6  | The Freak                 | Ombre dal passato              | 3 novembre 2002   | 25 dicembre 2003 |
| 7  | Insured by Smith & Wesson | Eroe per un giorno             | 10 novembre 2002  | 1º gennaio 2004  |
| 8  | Crash                     | La testa del serpente          | 17 novembre 2002  | 8 gennaio 2004   |
| 9  | The David McNorris Show   | Un video scottante             | 1º dicembre 2002  | 15 gennaio 2004  |
| 10 | Coyote                    | Coyote                         | 8 dicembre 2002   | 22 gennaio 2004  |
| 11 | Monster's Brawl           | Un poliziotto sotto inchiesta  | 5 gennaio 2003    | 22 gennaio 2004  |
| 12 | Sinaloa Cowboys           | Patto di sangue                | 12 gennaio 2003   | 29 gennaio 2004  |
| 13 | Home Invasions            | Invasione domestica            | 2 marzo 2003      | 5 febbraio 2004  |
| 14 | Execution                 | L'esecuzione                   | 9 marzo 2003      | 12 febbraio 2004 |
| 15 | Storm Watch               | L'inchiesta                    | 16 marzo 2003     | 19 febbraio 2004 |
| 16 | Fearless                  | I mostri del passato           | 30 marzo 2003     | 26 febbraio 2004 |
| 17 | Blackout                  | Omissione di soccorso          | 13 aprile 2003    | 4 marzo 2004     |
| 18 | Lost Child                | Il bambino perduto             | 20 aprile 2003    | 11 marzo 2004    |